# Нагорная дубрава Улитинская
Нагорная дубрава Улитинская — памятник природы регионального (областного) значения Московской области, который включает ценные в экологическом, научном и эстетическом отношении природные комплексы, нуждающиеся в особой охране для сохранения их естественного состояния:
- участки редких в Московской области условно коренных широколиственных и сосново-еловых лесов долины реки Москвы;
- места произрастания и обитания редких видов растений и животных, занесённых в Красную книгу Московской области.

Памятник природы основан в 1987 году. Местонахождение: Московская область, Одинцовский городской округ, сельское поселение Ершовское, в 800 м к югу от деревни Улитино по левому берегу реки Москвы. Площадь памятника природы 15,67 га.

## Описание
Территория памятника природы приурочена к долине реки Москвы и вытянута вдоль русла с юго-запада на северо-восток.
Четвертичные и современные отложения на территории памятника природы представлены широким спектром моренных, водно-ледниковых, древнеаллювиальных, аллювиальных, делювиальных, пролювиальных, коллювиальных отложений: песков, супесей, суглинков. Отложения лёгкого механического состава преобладают. Отложения, содержащие значительное количество валунов, фиксируются местами в прирусловой части у подножий склонов. Выходов дочетвертичных отложений на дневную поверхность не зафиксировано.
В состав памятника природы входят участки примыкающей к долине водно-ледниковой равнины, террасы москворецкого долинного зандра, второй и первой надпойменных террас, пойм всех уровней. Все перечисленные формы рельефа представлены в юго-западной части памятника природы. В направлении с юго-запада на северо-восток рельеф упрощается, из состава памятника природы выходят сначала участки водно-ледниковой равнины, далее террасы долинного зандра, наблюдается уменьшение максимальных абсолютных высот территории. В северо-восточной части памятника природы верхний уровень в рельефе относится к поверхности второй надпойменной террасы.
В направлении с северо-запада на юго-восток поверхности водно-ледниковой равнины, зандровой и второй надпойменной террас обрываются к пойме и руслу реки Москвы крутыми эрозионными склонами долины, обращёнными на юго-восток. Такие склоны занимают основную часть площади территории в памятнике природы.
Абсолютные отметки высот в пределах памятника природы изменяются в диапазоне между 137 м (урез воды русла реки Москвы) и 182 м (максимальная высота участка водно-ледниковой равнины в пределах памятника природы). Перепад высот между верхней бровкой и подошвой крутых склонов в юго-западной оконечности памятника природы достигает 30 м и постепенно уменьшается до 8 м к его северо-восточной оконечности. Крутизна обращённых на юго-восток склонов варьирует от 10—15° до 30—40°, местами достигает 50°.
Поверхность террасы долинного зандра чётко выражена на высоте 169—172 м. Поверхность второй надпойменной террасы приурочена к абсолютным высотам 151—153 м. Высота поверхности первой надпойменной террасы, представленной на территории памятника природы сегментами, составляет 146—147 м. Поймы преимущественно узкие подсклоновые. В южной оконечности юго-западной части памятника природы в его состав входит участок высокой поймы, поверхность которой расположена на уровне 142 м (5—5,5 м над урезом воды реки Москвы).
На территории памятника природы имеются многочисленные балки, расчленяющие крутые склоны долины. Вершины большинства балок располагаются на верхних бровках склона. Балки в юго-западной части памятника природы достигают в длину 150 м, высота их бортов — до 20 м. В северо-восточной части памятника природы эрозионные формы короче, глубина вреза меньше. Наиболее крупные балки в нижней части имеют донный врез. Устья балок выходят на пойму, заканчиваясь конусами выноса.
На крутых склонах идут процессы обваливания, осыпания, оползания, массового смещения склонового материала. Имеются осыпные стенки, обвально-осыпные и оползневые тела.
В состав памятника природы водные объекты не входят. На пойме отмечаются отдельные сочения грунтовых вод.
Почвенный покров включает: дерново-подзолы, агродерново-подзолы, дерново-подзолистые, аллювиальные светлогумусовые, гумусово-глеевые почвы и агроземы аллювиальные светлые.

### Флора и растительность
Растительность памятника природы представлена склоновыми лесами: дубовыми, липово-дубовыми с участием сосны, сосново-еловыми и березово-сосново-еловыми, в оврагах и балках — ольхово-широколиственными лесами, на поймах — пойменными лугами, на безлесных террасах и склонах — сухими лугами. Расположение лесов памятника природы на хорошо прогреваемых склонах юго-восточной экспозиции способствовало формированию флористически богатых растительных сообществ.
В северо-восточной части памятника природы доминируют среднесомкнутые дубовые и липово-дубовые злаково-разнотравные леса, местами с липой или сосной. Многовидовой травяной ярус представлен сочетанием луговых, лесных и лугово-лесных видов разнотравья, злаков, бобовых и осок. Наиболее часто здесь встречаются: мятлик узколистный, мятлик дубравный, коротконожка перистая, перловник поникший, ежа сборная, вейник лесной, полевица тонкая, осоки ранняя, колючковатая, корневищная и горная. Обильны: ластовень, душица, пахучка, буквица, примула, клубника, вероники широколистная и дубравная.
В разреженных частях дубравы, по окнам и просветам обычны также: зверобой продырявленный, колокольчик рапунцелевидный, астрагал солодколистный, подмаренник мягкий, фиалка опушённая, герань лесная, ястребинка зонтичная, девясил ивовый, чина лесная и марьянник дубравный.
На самых сухих, хорошо прогреваемых склонах с отдельными дубами в северо-восточной части памятника природы отмечены такие виды травянистых растений, как бедренец камнеломковый, полынь горькая и равнинная, пупавка красильная, золотая розга, жабрица порезниковая, смолёвка поникшая, смолка липкая, душица обыкновенная.
На менее крутых участках в верхних частях склона встречаются дубравы с липой бересклетово-лещиновые широкотравные.
В дубраве отмечаются лапчатка белая (вид занесён в Красную книгу Московской области) и уязвимый вид — колокольчик широколистный.
В балках этой части памятника природы произрастают дубовые леса с липой, вязом, ольхой серой и черёмухой широкотравные. Подлесок образован рябиной, черёмухой, местами — бузиной и малиной.
В нижних частях склонов балок и по их днищам развиты сорнотравно-широкотравные сероольшаники с вязом, дубом, черёмухой, ольхой серой, бузиной и жимолостью. В травяном ярусе доминируют сорно-лесные, овражно-балочные растения, а также виды дубравного широкотравья, в том числе эфемероиды, встречается колокольчик крапиволистный.
В юго-западной части памятника природы дубовые леса сменяются сосново-еловыми папоротниково-кислично-зеленчуковыми с участием широколиственных пород. Здесь хорошо развит кустарниковый ярус из лещины, бересклета и жимолости. В травяном покрове сочетаются виды широколиственных и сосново-еловых лесов, сорно-лесные и овражно-балочные виды растений. Многочисленна, местами доминирует печёночница благородная — вид, занесённый в Красную книгу Московской области. Общая площадь местообитания печёночницы благородной составляет здесь более 5 га. В западинах увеличивается доля ольхи серой, черёмухи, бузины, крапивы, высокотравья и влажнотравья.
В балках, прорезающих юго-западную часть памятника природы, произрастают широколиственные леса с участием ели и сосны, а по днищам доминируют ольха серая, черёмуха и вяз гладкий. Здесь встречен шалфей клейкий, занесённый в Красную книгу Московской области, а также уязвимые виды растений — колокольчики крапиволистный и персиколистный.
На всей территории памятника природы склоны и поверхности террас, лишённые древостоя, покрыты мятликово-разнотравными лугами, где преобладают сухолюбивые растения лёгких почв. Здесь доминируют мятлик узколистный, земляника зелёная, люцерна серповидная и хмелевая, донник лекарственный, жабрица порезниковая, очиток едкий, полынь равнинная и цикорий.
На высокой пойме, не подвергавшейся распашке, развиты участки разнотравно-мятликовых и разнотравно-раннеосоковых лугов с васильком шероховатым, бедренцом камнеломкой, лапчаткой серебристой, жабрицей порезниковой, астрагалом солодколистным, гвоздикой Фишера и тмином. Имеются несколько отдельно стоящих дубов, молодых сосен и берёз.
На подсклоновых поймах растут отдельные древовидные и кустарниковые ивы, ольха серая, двукисточник тростниковидный, манник большой, осока острая, таволга вязолистная, купырь лесной, хвощ приречный, василисник простой, недотроги обыкновенная и железистая, крестовник приречный и бодяк овощной.

### Фауна
Основу фаунистического комплекса наземных позвоночных животных составляют виды, характерные для сосновых и широколиственных лесов нечернозёмного центра России. Преобладают виды, экологически связанные с древесно-кустарниковой растительностью, высока доля обитателей лугово-полевых угодий. Значительная роль видов, связанных с водоёмами.
В границах памятника природы можно выделить четыре основных ассоциации фауны (зооформации):
- лесная зооформация сосновых лесов с характерными видами: зяблик, пеночка-весничка, пеночка-теньковка, певчий дрозд, белка, желна, дрозд-рябинник, белобровик, буроголовая гаичка и другие. На более влажных участках леса, где к сосне и дубу примешивается ель, отмечен рябчик;
- лесная зооформация лиственных лесов (широколиственные и мелколиственные леса) с характерными видами зарянка, сойка, зелёный дятел (вид занесён в Красную книгу Московской области), большая синица, чёрный дрозд, певчий дрозд, европейский крот. Здесь также зафиксированы транспалеаркты: обыкновенная кукушка, редкий и уязвимый вид — воробьиный сыч, кедровка (вид занесён в Красную книгу Московской области), лисица, белка;
- зооформация увлажнённых местообитаний (пойма реки Москвы) с характерными видами: садовая камышевка, большая синица, чечевица, травяные и озёрные лягушки, а также серая жаба. Обычны здесь и многие мелкие куньи. Непосредственно вдоль русла Москвы-реки держатся выдра (вид занесён в Красную книгу Московской области), речной бобр и ондатра, встречается обыкновенный зимородок (вид занесён в Красную книгу Московской области);
- зооформация открытых местообитаний (луга, поля, лесные опушки) с характерными видами: чибис, сорокопут-жулан, обыкновенная овсянка, коростель, редкий и уязвимый вид — перепел. Данные территории используют для поисков пищи и гнездования хищные птицы: пустельга (редкий и уязвимый вид), чёрный коршун (вид занесён в Красную книгу Московской области) и канюк.

## Объекты особой охраны памятника природы
Охраняемые экосистемы: дубовые и липово-дубовые леса злаково-разнотравные; дубовые леса с липой, вязом, ольхой серой и черёмухой широкотравные; дубовые леса с липой бересклетово-лещиновые широкотравные, сосново-еловые с участием широколиственных пород; кустарниковые папоротниково-травяные с печёночницей благородной; луга пойменные: разнотравно-мятликовые; разнотравно-раннеосоковые.
Охраняемые в Московской области, а также иные редкие и уязвимые виды растений и их местообитания:
- виды, занесённые в Красную книгу Московской области: лапчатка белая, печёночница благородная и шалфей клейкий;
- виды, являющиеся редкими и уязвимыми таксонами, не внесённые в Красную книгу Московской области, но нуждающиеся на территории области в постоянном контроле и наблюдении: колокольчик широколистный, колокольчик персиколистный, колокольчик крапиволистный.

Охраняемые в Московской области и иные редкие и уязвимые виды животных и их местообитания:
- виды, занесённые в Красную книгу Московской области: обыкновенный зимородок, зелёный дятел, кедровка, чёрный коршун;
- виды, являющиеся редкими и уязвимыми таксонами, не внесённые в Красную книгу Московской области, но нуждающиеся на территории области в постоянном контроле и наблюдении: пустельга, воробьиный сыч, перепел.